# Jacques Hardel
Jacques Hardel auch Hardelle, Ardel oder Ardelle (* um 1643 in Paris; † im März 1678 ebenda) war ein französischer Cembalist und Komponist.

## Leben
Jacques Hardel entstammte einer Familie von Instrumentenbauern, die bei seinem Großvater Gilles Hardel in Paris wirkte, er ist der Sohn des Lautenbauers maître facteur de luth Guillaume Hardel und der Margueritte Hurel, die ebenfalls einer Familie von Instrumentenbauern entstammte. Dem Gelehrten und Geistlichen Jean Gallois zufolge, galt Jacques Hardel als der beste Schüler Jacques Champion de Chambonnières. Hardel war in den Jahren 1673 und 1674 Cembalolehrer der Tochter Philippe I. de Bourbon, duc d’Orléans, dem Bruder Königs Ludwig XIV. und diente danach als Sekretär der Herzogin von Orléans Liselotte von der Pfalz, Philippes zweiter Frau.
Hardel spielte seine Werke in wöchentlichen Konzerten vor dem König, gemeinsam mit einem Lautenisten namens Porion.
Jacques Hardel war nie verheiratet und lebte mehrere Jahre in enger Freundschaft mit einem Schüler, einem gewissen Mr. Gautier, dem er seine Werke vermachte. Hardel starb im Alter von 35 Jahren und vererbte seiner Schwester ein großes zweimanualiges Cembalo, ein Spinett, zahlreiche Streichinstrumente aus der Gambenfamilie, mehrere Lauten und mehrere Tanzmeistergeigen (Pochetten).
Mit Louis Couperin, Jean-Henri d’Anglebert und Nicolas Lebègue zählt er zu den direkten Nachfolgern von Chambonnières. Hardel soll sogar einen großen Teil der Stücke Chambonnières direkt „unter seinen Fingern“ kopiert haben, d. h. nach Gehör, während Chambonnières sie spielte; er soll damit auch der einzige Besitzer dieser Stücke gewesen sein.
Da Hardel keine Werke drucken ließ, sind die wenigen uns bekannten Werke ausschließlich als Manuskript oder Abschriften überliefert, davon sieben im bedeutenden Manuscrit Bauyn, in der Bibliothèque nationale de France: Eine Suite in d-moll, bestehend aus einer Allemande, drei Couranten, einer Sarabande und einer Gigue. Und seine a-moll Gavotte, zu der Louis Couperin ein Double komponierte, und das zu einem der populärsten Stücke des Cembalorepertoires wurde – es existieren außerdem Fassungen für andere Instrumente wie Laute und Violine, und auch als Trinklied und Liebeslied.

## Quelle
- Bruce Gustafson, „Hardel“, in Die Musik in Geschichte und Gegenwart (MGG), Personenteil Band 8, Sp. 688–689, Bärenreiter und Metzler, Kassel und Basel 1999, ISBN 3-7618-1112-8.
- Bruce Gustafson, „Introduction“ zu: Hardel - The Collected Works (The Art of the Keyboard 1), New York: The Broude Trust, 1991.
- David Fuller und Bruce Gustafson, „Hardel“ in Grove Music Online (eingeschränkte Vorschau).